# Glyphipterix ortholeuca
Glyphipterix ortholeuca là một loài bướm đêm thuộc họ Glyphipterigidae. Nó được tìm thấy ở Nam Phi.